# Arab Basketball Championship 2025
L'Arab Basketball Championship 2025 è stata la 26ª edizione della Coppa delle Nazioni Arabe di pallacanestro per squadre nazionali maschili del Mondo arabo, organizzato dalla Arab Basketball Confederation. Il torneo è stato ospitato per la prima volta dal Bahrein e si è svolto dal 25 luglio al 2 agosto 2025.
L’Algeria ha concluso il torneo da imbattuta, conquistando il suo secondo titolo grazie alla vittoria per 70-69 contro i padroni di casa del Bahrein nella sesta giornata.

## Scelta della sede
Inizialmente, il 1º febbraio 2025, la Tunisia era stata annunciata come paese ospitante del Campionato arabo 2025, con tutte le partite in programma a Nabeul. Tuttavia, a metà luglio, la Confederazione araba di pallacanestro ha confermato che il Bahrein avrebbe ospitato la 26ª edizione del torneo, in seguito al ritiro della Tunisia dall’organizzazione dell’evento.

## Nazioni partecipanti
Sette delle 22 squadre affiliate alla Confederazione araba hanno partecipato a questa edizione.  A causa della programmazione della FIBA Asia Cup 2025 subito dopo il torneo, le nazionali delle federazioni asiatiche, affiliate alla ABC, che si erano qualificate per la competizione continentale hanno scelto di non prendere parte all’evento, con l’eccezione del Qatar, che ha schierato una squadra riserve.
| Squadra             | App. | Prima | Ultima | Miglior posizionamento            | WR  |
| ------------------- | ---- | ----- | ------ | --------------------------------- | --- |
| Algeria             | 15°  | 1974  | 2023   | Campione (2005)                   | 121 |
| Bahrein             | 4°   | 1978  | 2018   | 3° posto (2017)                   | 66  |
| Egitto Under-23     | 19°  | 1974  | 2023   | Campione (13 volte)               | 38  |
| Kuwait              | 7°   | 1975  | 2023   | 3° posto (1975, 1978)             | 112 |
| Qatar B             | 3°   | 1999  | 2007   | Semifinali (1999)                 | 87  |
| Tunisia             | 14°  | 1981  | 2023   | Campione (1981, 1983, 2008, 2009) | 36  |
| Emirati Arabi Uniti | 9°   | 1987  | 2023   | 3° posto (1997)                   | 103 |

## Classifica
| Pos | Squadra             | G | V | P | PF  | PS  | DP  | Pt |
| --- | ------------------- | - | - | - | --- | --- | --- | -- |
|     | Algeria (C)         | 6 | 6 | 0 | 511 | 421 | +90 | 12 |
|     | Tunisia             | 6 | 5 | 1 | 506 | 448 | +58 | 11 |
|     | Emirati Arabi Uniti | 6 | 3 | 3 | 456 | 495 | −39 | 9  |
| 4   | Bahrein (H)         | 6 | 3 | 3 | 486 | 468 | +18 | 9  |
| 5   | Egitto U23          | 6 | 2 | 4 | 496 | 474 | +22 | 8  |
| 6   | Qatar B             | 6 | 2 | 4 | 418 | 473 | −55 | 8  |
| 7   | Kuwait              | 6 | 0 | 6 | 422 | 516 | −94 | 6  |

1. 1 2  Testa a testa: UAE 81–79 Bahrain
2. 1 2  Testa a testa: Qatar B 69–90 Egitto

## Risultati
Prima giornata
| Madinat 'Isa 25 luglio 2025, ore 16:00                                       | Tunisia  | 81 – 86 (20–23, 12–13, 16–22) referto | Algeria | Khalifa Sports City Arena |
| Abada 13 Punti Sedoud 21 Abada 8 Assist Briki 8 Methnani 8 Rimbalzi Sedoud 4 |          |                                       |         |                           |
|                                                                              |          |                                       |         |                           |
| Abada 13                                                                     | Punti    | Sedoud 21                             |         |                           |
| Abada 8                                                                      | Assist   | Briki 8                               |         |                           |
| Methnani 8                                                                   | Rimbalzi | Sedoud 4                              |         |                           |

| Madinat 'Isa 25 luglio 2025, ore 18:00                                                                | Kuwait   | 79 – 87 (21–23, 19–23, 19–22) referto | Emirati Arabi Uniti | Khalifa Sports City Arena |
| Adnan Hasan 23 Punti Al-Shabebi 26 Al-Baloushi 8 Assist Ahmed 6 Adnan Hasan 11 Rimbalzi Al-Shabebi 14 |          |                                       |                     |                           |
| |          |                                       |                     |                           |
| Adnan Hasan 23                                                                                        | Punti    | Al-Shabebi 26                         |                     |                           |
| Al-Baloushi 8                                                                                         | Assist   | Ahmed 6                               |                     |                           |
| Adnan Hasan 11                                                                                        | Rimbalzi | Al-Shabebi 14                         |                     |                           |

| Madinat 'Isa 25 luglio 2025, ore 20:00                                               | Bahrein  | 72 – 61 (14–6, 17–18, 19–13) referto | Qatar | Khalifa Sports City Arena |
| Sampson 26 Punti Janjić 22 Salman 6 Assist Janjić 6 Husain Ali 13 Rimbalzi Janjić 11 |          |                                      |       |                           |
|                                                                                      |          |                                      |       |                           |
| Sampson 26                                                                           | Punti    | Janjić 22                            |       |                           |
| Salman 6                                                                             | Assist   | Janjić 6                             |       |                           |
| Husain Ali 13                                                                        | Rimbalzi | Janjić 11                            |       |                           |

Seconda giornata
| Madinat 'Isa 26 luglio 2025, ore 16:00                                                                   | Kuwait   | 61 – 86 (16–21, 14–21, 10–23) referto | Tunisia | Khalifa Sports City Arena |
| Al-Shammari 17 Punti Jawadi 21 Al-Baloushi 9 Assist Abada 8 Al-Shammari, Adnan Hasan 6 Rimbalzi Toumi 11 |          |                                       |         |                           |
| |          |                                       |         |                           |
| Al-Shammari 17                                                                                           | Punti    | Jawadi 21                             |         |                           |
| Al-Baloushi 9                                                                                            | Assist   | Abada 8                               |         |                           |
| Al-Shammari, Adnan Hasan 6                                                                               | Rimbalzi | Toumi 11                              |         |                           |

| Madinat 'Isa 26 luglio 2025, ore 18:00                                                         | Qatar    | 69 – 90 (18–31, 13–26, 12–12) referto | Egitto | Khalifa Sports City Arena |
| Moosa 19 Punti M. Mohamed , Yasser 12 Moosa 3 Assist Amin 8 Hussein , Jama 6 Rimbalzi Khaled 9 |          |                                       |        |                           |
|                                                                                                |          |                                       |        |                           |
| Moosa 19                                                                                       | Punti    | M. Mohamed, Yasser 12                 |        |                           |
| Moosa 3                                                                                        | Assist   | Amin 8                                |        |                           |
| Hussein, Jama 6                                                                                | Rimbalzi | Khaled 9                              |        |                           |

| Madinat 'Isa 26 luglio 2025, ore 20:00                                                                             | Emirati Arabi Uniti | 81 – 79 (21–23, 25–13, 12–28) referto | Bahrein | Khalifa Sports City Arena |
| Dickerson , Al-Shabibi 18 Punti Sampson 29 Dickerson 12 Assist Buallay 5 Ndiaye , Dickerson 10 Rimbalzi Sampson 10 |                     |                                       |         |                           |
| |                     |                                       |         |                           |
| Dickerson, Al-Shabibi 18                                                                                           | Punti               | Sampson 29                            |         |                           |
| Dickerson 12 | Assist              | Buallay 5                             |         |                           |
| Ndiaye, Dickerson 10                                                                                               | Rimbalzi            | Sampson 10                            |         |                           |

Terza giornata
| Madinat 'Isa 27 luglio 2025, ore 16:00                                                                   | Egitto   | 96 – 65 (23–19, 29–18, 23–15) referto | Kuwait | Khalifa Sports City Arena |
| M. Mohamed 15 Punti Al-Shammari 17 Amin 7 Assist Al-Bahar 3 Mostafa , H. Ashraf 7 Rimbalzi Al-Shammari 5 |          |                                       |        |                           |
| |          |                                       |        |                           |
| M. Mohamed 15                                                                                            | Punti    | Al-Shammari 17                        |        |                           |
| Amin 7                                                                                                   | Assist   | Al-Bahar 3                            |        |                           |
| Mostafa, H. Ashraf 7                                                                                     | Rimbalzi | Al-Shammari 5                         |        |                           |

| Madinat 'Isa 27 luglio 2025, ore 18:00                                                      | Algeria  | 99 – 61 (27–14, 20–13, 28–22) referto | Emirati Arabi Uniti | Khalifa Sports City Arena |
| Roubai 14 Punti Dickerson 19 Alain 7 Assist Khalil , Hussein 4 Ben Zaim 7 Rimbalzi Ndiaye 4 |          |                                       |                     |                           |
|                                                                                             |          |                                       |                     |                           |
| Roubai 14                                                                                   | Punti    | Dickerson 19                          |                     |                           |
| Alain 7                                                                                     | Assist   | Khalil, Hussein 4                     |                     |                           |
| Ben Zaim 7                                                                                  | Rimbalzi | Ndiaye 4                              |                     |                           |

| Madinat 'Isa 27 luglio 2025, ore 20:00                                               | Bahrein  | 86 – 97 (23–26, 22–22, 24–24) referto | Tunisia | Khalifa Sports City Arena |
| Husain Ali 24 Punti Abada 24 Husain Ali 6 Assist Abada 8 Sampson 7 Rimbalzi Toumi 11 |          |                                       |         |                           |
|                                                                                      |          |                                       |         |                           |
| Husain Ali 24                                                                        | Punti    | Abada 24                              |         |                           |
| Husain Ali 6                                                                         | Assist   | Abada 8                               |         |                           |
| Sampson 7                                                                            | Rimbalzi | Toumi 11                              |         |                           |

Quarta giornata
| Madinat 'Isa 29 luglio 2025, ore 16:00                                              | Algeria  | 92 – 66 (28–14, 20–20, 20–13) referto | Qatar | Khalifa Sports City Arena |
| Ben Zaim 21 Punti Janjić 19 Labouize 4 Assist Moosa 4 Ben Zaim 11 Rimbalzi Janjić 7 |          |                                       |       |                           |
|                                                                                     |          |                                       |       |                           |
| Ben Zaim 21                                                                         | Punti    | Janjić 19                             |       |                           |
| Labouize 4                                                                          | Assist   | Moosa 4                               |       |                           |
| Ben Zaim 11                                                                         | Rimbalzi | Janjić 7                              |       |                           |

| Madinat 'Isa 29 luglio 2025, ore 18:00                                                 | Emirati Arabi Uniti | 70 – 78 (15–24, 22–19, 16–22) referto | Tunisia | Khalifa Sports City Arena |
| Dickerson 27 Punti Abada 18 A. Ahmed 6 Assist Gannouni 8 Al-Shabibi 12 Rimbalzi Ochi 9 |                     |                                       |         |                           |
|                                                                                        |                     |                                       |         |                           |
| Dickerson 27                                                                           | Punti               | Abada 18                              |         |                           |
| A. Ahmed 6                                                                             | Assist              | Gannouni 8                            |         |                           |
| Al-Shabibi 12                                                                          | Rimbalzi            | Ochi 9                                |         |                           |

| Madinat 'Isa 29 luglio 2025, ore 20:00                                                               | Egitto   | 85 – 91 (25–28, 25–25, 13–11) referto | Bahrein | Khalifa Sports City Arena |
| M. Mohamed 19 Punti Sampson 28 Amin 9 Assist tre giocatori 4 M. Ashraf 10 Rimbalzi Chism , Sampson 9 |          |                                       |         |                           |
| |          |                                       |         |                           |
| M. Mohamed 19                                                                                        | Punti    | Sampson 28                            |         |                           |
| Amin 9                                                                                               | Assist   | tre giocatori 4                       |         |                           |
| M. Ashraf 10                                                                                         | Rimbalzi | Chism, Sampson 9                      |         |                           |

Quinta giornata
| Madinat 'Isa 30 luglio 2025, ore 16:00                                                           | Qatar    | 78 – 71 (15–15, 27–19, 17–21) referto | Emirati Arabi Uniti | Khalifa Sports City Arena |
| Janjić 33 Punti Dickerson 28 Janjić, Avdic 6 Assist Dickerson 9 Avdic 9 Rimbalzi tre giocatori 8 |          |                                       |                     |                           |
|                                                                                                  |          |                                       |                     |                           |
| Janjić 33                                                                                        | Punti    | Dickerson 28                          |                     |                           |
| Janjić, Avdic 6                                                                                  | Assist   | Dickerson 9                           |                     |                           |
| Avdic 9                                                                                          | Rimbalzi | tre giocatori 8                       |                     |                           |

| Madinat 'Isa 30 luglio 2025, ore 18:00                                                                           | Kuwait   | 74 – 86 (16–24, 25–14, 19–26) referto | Algeria | Khalifa Sports City Arena |
| Al-Hamidi 22 Punti Bensalah 15 Al-Baloushi 10 Assist Alain 9 Al-Baloushi, Adnan Hasan 9 Rimbalzi tre giocatori 6 |          |                                       |         |                           |
| |          |                                       |         |                           |
| Al-Hamidi 22 | Punti    | Bensalah 15                           |         |                           |
| Al-Baloushi 10                                                                                                   | Assist   | Alain 9                               |         |                           |
| Al-Baloushi, Adnan Hasan 9                                                                                       | Rimbalzi | tre giocatori 6                       |         |                           |

| Madinat 'Isa 30 luglio 2025, ore 20:00                                             | Tunisia  | 85 – 73 (23–17, 22–22, 19–21) referto | Egitto | Khalifa Sports City Arena |
| Jawadi 21 Punti Moheb 20 Abada 7 Assist quattro giocatori 3 Ochi 9 Rimbalzi Amin 5 |          |                                       |        |                           |
|                                                                                    |          |                                       |        |                           |
| Jawadi 21                                                                          | Punti    | Moheb 20                              |        |                           |
| Abada 7                                                                            | Assist   | quattro giocatori 3                   |        |                           |
| Ochi 9                                                                             | Rimbalzi | Amin 5                                |        |                           |

Sesta giornata
| Madinat 'Isa 1 agosto 2025, ore 16:00                                                                      | Egitto   | 82 – 86 (21–18, 15–17, 24–19) referto | Emirati Arabi Uniti | Khalifa Sports City Arena |
| Amin 28 Punti Dickerson 33 Amin 7 Assist A. Ahmed , Ndiaye 5 Khaled , Moheb 6 Rimbalzi Ndiaye, Dickerson 9 |          |                                       |                     |                           |
| |          |                                       |                     |                           |
| Amin 28 | Punti    | Dickerson 33                          |                     |                           |
| Amin 7 | Assist   | A. Ahmed, Ndiaye 5                    |                     |                           |
| Khaled, Moheb 6                                                                                            | Rimbalzi | Ndiaye, Dickerson 9                   |                     |                           |

| Madinat 'Isa 1 agosto 2025, ore 18:00                                                       | Kuwait   | 69 – 72 (17–18, 23–21, 17–16) referto | Qatar | Khalifa Sports City Arena |
| Adnan Hasan 25 Punti Janjić 24 Al-Baloushi 8 Assist Moosa 9 Al-Shammari 11 Rimbalzi Arfa 11 |          |                                       |       |                           |
|                                                                                             |          |                                       |       |                           |
| Adnan Hasan 25                                                                              | Punti    | Janjić 24                             |       |                           |
| Al-Baloushi 8                                                                               | Assist   | Moosa 9                               |       |                           |
| Al-Shammari 11                                                                              | Rimbalzi | Arfa 11                               |       |                           |

| Madinat 'Isa 1 agosto 2025, ore 20:00                                                                     | Algeria  | 70 – 69 (13–10, 18–23, 17–24) | Bahrein | Khalifa Sports City Arena |
| Alain , Sedoud 12 Punti Sampson 21 Briki 6 Assist tre giocatori 3 Ben Zaim 12 Rimbalzi Chism , Sampson 10 |          |                               |         |                           |
| |          |                               |         |                           |
| Alain, Sedoud 12                                                                                          | Punti    | Sampson 21                    |         |                           |
| Briki 6                                                                                                   | Assist   | tre giocatori 3               |         |                           |
| Ben Zaim 12                                                                                               | Rimbalzi | Chism, Sampson 10             |         |                           |

Settima giornata
| Madinat 'Isa 2 agosto 2025, ore 16:00                                              | Qatar    | 72 – 79 (14–22, 17–29, 22–18) referto | Tunisia | Khalifa Sports City Arena |
| Janjić 32 Punti Marnaoui 21 Janjić, Moosa 5 Assist Abada 5 Arfa 11 Rimbalzi Ochi 9 |          |                                       |         |                           |
|                                                                                    |          |                                       |         |                           |
| Janjić 32                                                                          | Punti    | Marnaoui 21                           |         |                           |
| Janjić, Moosa 5                                                                    | Assist   | Abada 5                               |         |                           |
| Arfa 11                                                                            | Rimbalzi | Ochi 9                                |         |                           |

| Madinat 'Isa 2 agosto 2025, ore 18:00                                                   | Egitto   | 70 – 78 (12–17, 16–15, 27–21) referto | Algeria | Khalifa Sports City Arena |
| Moa. Tareq 18 Punti Sedoud 25 Amin 6 Assist Briki 5 tre giocatori 6 Rimbalzi Ben Zaim 8 |          |                                       |         |                           |
|                                                                                         |          |                                       |         |                           |
| Moa. Tareq 18                                                                           | Punti    | Sedoud 25                             |         |                           |
| Amin 6                                                                                  | Assist   | Briki 5                               |         |                           |
| tre giocatori 6                                                                         | Rimbalzi | Ben Zaim 8                            |         |                           |

| Madinat 'Isa 2 agosto 2025, ore 20:00                                                                         | Kuwait   | 74 – 89 (15–22, 21–16, 21–26) referto | Bahrein | Khalifa Sports City Arena |
| Al-Shammari 28 Punti Husain Ali 21 Asadallah 5 Assist Husain Ali 8 Al-Shammari, Al-Hamidi 7 Rimbalzi Chism 15 |          |                                       |         |                           |
| |          |                                       |         |                           |
| Al-Shammari 28                                                                                                | Punti    | Husain Ali 21                         |         |                           |
| Asadallah 5                                                                                                   | Assist   | Husain Ali 8                          |         |                           |
| Al-Shammari, Al-Hamidi 7                                                                                      | Rimbalzi | Chism 15                              |         |                           |

## Leader statistici individuali
| Categoria                | Giocatore                   | Statistica |
| ------------------------ | --------------------------- | ---------- |
| Punti per partita        | DeMarco Dickerson           | 24.8       |
| Rimbalzi per partita     | JaKarr Sampson Yacine Toumi | 8.2        |
| Assist per partita       | Ahmed Al-Baloushi           | 6.8        |
| Palle rubate per partita | Dejan Janjić                | 2.8        |
| Stoppate per partita     | Oussama Arfa                | 4.2        |
| Efficienza               | Omar Abada                  | 13.2       |